# Горка Ширятская
Го́рка Ширя́тская — деревня в Кесовогорском районе Тверской области. Входит в состав Кесовского сельского поселения. До 2006 года была центром Горкоширятского сельского округа.
Находится в 8 км к северо-западу от посёлка Кесова Гора, на левом берегу реки Малява.

## История
Уточнение в названии деревни Горки от имени села Ширятино (4,5 км к юго-западу). Вокруг было много других Горок: Горка Золотковская, Столбовская Горка, Завидовская Горка, Кузнецовская Горка.
По данным 1859 года владельческая деревня Горка Ширятская, имеет 22 двора и 123 жителя. Во второй половине XIX — начале XX века деревня относилась к Ширятинскому приходу Васьянской волости Кашинского уезда Тверской губернии. В 1889 году — 24 двора, 133 жителя, кроме сельского хозяйства занимаются отхожими промыслами: столяры, маляры, позолотчики в Санкт-Петербурге.
С 1929 года в составе Кесовогорского района (с 1935 года — в Калининской области). В 1930-60-е годы и с 1985 года деревня — центр Горецкого, затем Горкоширятинского сельсовета.
В 1997 году — 43 хозяйства, 131 житель. Администрация сельского округа, центральная усадьба колхоза «Восток», начальная школа, дом досуга, библиотека, медпункт, магазин.
До 2011 года в деревне работала Горкоширятская начальная общеобразовательная школа.

## Население
| 1859 | 1889 | 1997 | 2002 | 2010 |
| ---- | ---- | ---- | ---- | ---- |
| 123  | ↗133 | ↘131 | ↘114 | ↘97  |